# 2973 Paola
2973 Paola eller 1951 AJ är en asteroid i huvudbältet, som upptäcktes den 10 januari 1951 av den belgiske astronomen Sylvain Arend i Uccle. Den har fått sitt namn efter Paola av Belgien.
Asteroiden har en diameter på ungefär 12 kilometer.